# Шахматный пирог
Шахматный пирог (англ. chess pie, англ. chess tart) — американский десерт с начинкой, характерный для кухни южных штатов США.

## История
Первоначально шахматный пирог был привезён из Англии, его готовили в Новой Англии, а также в Вирджинии. Он имеет некоторое сходство с английским пирогом с лимонным творогом.
Вероятно, произошёл из рецептов чизкейка без творога (сыра), которые появлялись в поваренных книгах ещё в XVII веке, например, в «Booke of Cookery» Марты Вашингтон и в английском «A True Gentlewoman’s Delight» (1653 год). Рецепт, названный шахматным пирогом, появился в кулинарной книге 1877 года Эстель Вудс Уилкокс, «Buckeye Cookery»..
Сегодня шахматный пирог чаще всего ассоциируется с десертом американского Юга. Распространёнными видами шахматного пирога являются варианты с пахтой, шоколадом, лимоном и орехами. Из-за простоты приготовления считается одним из видов пирогов отчаяния.

## Этимология
Было предложено несколько вариантов появления названия шахматного пирога. Наиболее вероятным является происхождение chess pie от cheesecake, так как ранние поваренные книги объединяли чизкейки с пирогами из фруктового или заварного крема. Другие возможные варианты включают: город Честер (Chester), Англия; от «сундук для пирогов» (chest pie), тип мебели, используемой для хранения пирогов и продуктов для охлаждения; или от «это просто пирог» (It’s just pie), из-за неправильного произношения It’s jes' pie в южноамериканском английском.

## Приготовление
Базовый рецепт шахматного пирога требует приготовления одного коржа и начинки, состоящей из муки, масла, сахара, яиц и молока или сгущёнки. Некоторые варианты требуют добавления кукурузной муки в качестве загустителя. Многие рецепты требуют кислоты, такой как уксус, пахта или лимонный сок.
Помимо стандартного шахматного пирога, другие варианты включают лимонный, кокосовый и шоколадный шахматный пирог. Некоторые ореховые пироги, в том числе пироги с пеканом, подпадают под категорию шахматных пирогов. Традиционные рецепты пеканового пирога не включают молоко или сгущённое молоко в начинке, и обычно считаются разновидностью сахарного пирога, похожего на британский тарт с патокой, а не с содержащим молоко заварным кремом.